# Европейская норка
Европе́йская но́рка (лат. Mustela lutreola) — хищное млекопитающее из семейства куньих. По некоторым классификациям, входит в состав подрода Норки (Lutreola Wagner, 1841), где является единственным видом. Характеризуется плавательной перепонкой между пальцами лап, водится в Восточной Европе, по берегам рек, питается рыбой, лягушками, раками.
Долгое время являлась объектом промысла из-за ценного меха. В настоящее время её численность сокращается повсеместно из-за вытеснения американской норкой (лат. Neogale vison). Однако, по мнению некоторых исследователей, снижение численности началось ещё до завоза американской норки (в основном из-за добычи её дорогостоящего меха), возможно, связано с какими-то другими причинами. Тем не менее, европейская норка на данный момент является самым уязвимым млекопитающим Европы.

## Этимология
Название животного является общеславянским (диал. твер., смол. и псковск. рус. нори́ца, укр. и бел. норка, диал. бел. нарыца, пол. norka, чеш. norek, словац. norek, болг. норка; но сербохорв. видрица, нерц), однако его происхождение доподлинно неизвестно. Макс Фасмер в своём этимологическом словаре предположил, что название связано с «нора» и «нырять» (от ст.‑слав. ньрѣти — «нырять», отсюда — диал. укр. нориця, нірка (норка), сербохорв. норац (нырок), чеш. nоřес (нырок), в.-луж. nórc (норкам, уже оттуда — нем. Nerz, диал. нем. Nörz)). Однако комментатор фасмеровского словаря Олег Трубачёв опровергает такую этимологию, отмечая, что приводимые Фасмером слова не относятся к искомому слову, тем более, что само животное они не обозначают. В свою очередь, по Трубачёву, слово является заимствованием из финно-угорских языков (см. фин. nirkka и эст. nirk — «ласка»). Примечательно, что в диалектах русского языка присутствует лексема «норо́к», обозначающая ласку.

## Внешний вид
Зверёк среднего размера с гибким вытянутым телом (примерно таким же, как и у колонка), короткими конечностями, сравнительно коротким непушистым хвостом. Длина тела 28—43 см (самцов — 28,4-43 см, самок — 32-40 см), вес 550—800 г, длина хвоста 12,4—19 см у самцов и 13-18 см у самок. Хвост не пушистый и недлинный, несколько короче половины длины тела. Морда узкая, уплощённая сверху, уши маленькие, широкие и округлые, почти не выступают из зимнего меха. Нижние стороны лап и зимой, и летом слабо опушены, с хорошо развитыми пальцевыми и плантарными подушечками. Пальцы лап соединены ярко выраженными перепонками, особенно широкими на задних лапах, оставляющими свободными только концевые фаланги пальцев. Когти светлые.
Мех короткий, густой, плотный, с очень густой подпушью, которая не намокает даже при длительном пребывании в воде. Разница в структуре мехового покрова летом и зимой невелика. Так, летний мех грубый, с редкой остью и слаборазвитой подпушью. Зимний мех плотный, с очень густой и мягкой подпушью и короткой и блестящей остью. Окраска меха одноцветная и равномерная, от рыжевато-бурой до тёмно-коричневой, более светлая на нижней стороне тела и более тёмная на конечностях и хвосте; подпушь серого цвета. Летний мех светлее по окрасу. На подбородке присутствует белое пятно, захватывающее верхнюю и нижнюю губу (в то время как у американской норки пятно только на нижней губе). Иногда белое пятно бывает и на груди. Формы и размеры пятна очень изменчивы.
Бакулюм самцов в длину 33-37 мм (34,8-37,3 мм у взрослых самцов и 32,6-34,8 мм у молодых), с практически прямым стволом, загнут на конце в виде ложечки.

## Эволюция
Ископаемые останки известны из голоценовых местонахождений Европы, в частности, из Нидерландов и европейской части России.

## Распространение
Исторический ареал европейской норки (реконструируемый на начало XIX века) тянулся от Финляндии до восточных склонов Уральских гор, ограничиваясь с юга Кавказским хребтом и северной Испанией. Относительно недавнее появление норки во Франции (1839 год) и восточной Испании (1951 год) предполагает довольно позднее распространение вида на запад. На 1950-е годы за пределами СССР водилась на территории Финляндии (до 66° с.ш.), Польши, Румынии, Венгрии, Чехословакии, Югославии, восточной Германии и на севере и западе Франции. На территории России ареал доходил от Карелии и побережья Белого моря до Кавказа и побережья Каспийского моря. Восточная граница проходила в Западной Сибири, пересекая Иртыш и доходя но реки Арган. За Урал европейская норка, вероятно, проникла в 1870-х годах. В течение последних 150 лет (по другим сведениям, с 1950-х годов) он сильно сократился в численности и был истреблён или вытеснен американской норкой на большей части своего бывшего ареала. Кроме прямого конкурентного воздействия американской норки на некрупный аборигенный вид, огромное значение имеет вмешательство в процесс воспроизводства. Самки европейской норки, спариваясь с самцами американской, беременеют и выбывают из дальнейшего размножения, но не приносят потомства (эмбрионы резорбируются). Однако главную роль в сокращении численности и ареала европейской норки играет антропогенное влияние. За XX век численность популяции сократилось на 90 %.
В настоящее время ареал состоит из нескольких изолированных фрагментов: на севере Испании и западе Франции, в дельте Дуная на территории Румынии, на Украине и на северо-западе России. В России европейская норка распространена фрагментарно, и численность популяций предельно низкая, на 2005 год она присутствовала в 22 субъектах федерации из 60 (включая места, где она была акклиматизирована). На 2001 год на территории России популяция европейской норки достигает предположительно 40 тыс. особей, а по данным за 2002-2006 г. — 20 тысяч. В Испании на 2017 год в дикой природе обитало около 500 европейских норок.
Вид сохранился лишь в незначительной части своего ареала и находится в упадке даже в сохранившихся анклавах. Как исключения можно рассматривать лишь Румынию, где в дельте Дуная обитает около 1 тыс. особей (крупнейшая сохранившаяся популяция) и остров Хийумаа в Эстонии (около 100 особей), куда она была интродуцирована с целью сохранения. Также на территории Эстонии, видимо, сохранилась близ Нарвского водохранилища. В России наиболее благополучное состояние европейской норки у границ Вологодской области с Костромской, Ярославской и Архангельской областями; а также на границе Республики Коми и Архангелогородчины. В Вологодской, Тверской и Архангельской областях России находится на грани исчезновения. В Румынии наличие европейской норки в дельте Дуная была подтверждено в 1999 году. Европейская норка, кажется, все ещё широко там распространена. Повторяющиеся осмотры ловушек с 2001 года показывают, что норка обитает на площади не более чем 2500 км². В Вологодской области, учитывая быстрое снижение вида в соседних регионах и наличие американской норки, мала вероятность того, что популяция европейской норки сохранится долгое время. В Архангельской области популяция существует в северо-западной части области, которая находится недалеко от северной границы ареала, с очень низкой численностью вида. Наличие американской норки, скорее всего, представляет собой серьёзную угрозу для её долгосрочного существования и там. В Карелии проживает на юго-востоке республики в минимальном количестве (либо исчезла), ради сохранения была интродуирована на Валааме. В отличие от Русского Севера, где европейская норка более обычна, в средней полосе и на юге она крайне редко встречается, в степном Поволжье отмечена в Пензенской области (рр. Кермись и Ленгас), видимо, местами встречается по Дону, Калитве и Манычу; а в Башкортостане и Татарстане исчез (в то же время по данным Государственного комитета РТ по биологическим ресурсам европейская норка всё же отмечается в Татарстане: конкретно на территории Высокогорского района и Бугульминского районах). Спорадически европейская норка отмечается на Урале и в Приуралье. На территории Молдовы вид исчез в 1960-х гг., в Белоруссии присутствует на северо-востоке республики в виде небольшой популяции числом 150-200 особей.
Стоит отметить, что увеличение интенсивности промысла на американскую норку с конца 1980-по середину 2000-х замедлило её экспансию и поспособствовало сохранению европейской. Однако со временем значение этого фактора снизилось из-за удешевления ценности меха диких акклиматизированных американских норок и падения интереса к промыслу на неё.

### Подвиды
Географическая изменчивость незначительно выражена, с севера на юг наблюдается увеличение размеров, а также некоторое порыжение окраса, огрубление (уменьшение мягкости) волосяного покрова в целом и укорочение остевых волос в частности. Всего на 2001 год выделяются 7 подвидов, 5 из которых водится на территории б.СССР (впрочем, существование):
- Mustela lutreola lutreola L., 1776 — северная европейская норка, номинативный подвид, самый мелкий по размерам подвид, исторический ареал — Фенноскандия и север европейской части России (южная граница проходила по Ленобласти, Свердловской и Нижегородской областей и Татарстану, вероятно, также и по Башкирии);
- Mustela lutreola turovi Kuznetzov et Novikov, 1939 — кавказская европейская норка, самый крупный по размерам подвид, распространён в нижних Поволжье и Подонье и на Кавказе;
- Mustela lutreola cylipena Matschie, 1912 — западная европейская норка, распространена в Калининградской области, Литве, Беларуси и на западе Латвии;
- Mustela lutreola transilvanica Ehik, 1932 — южная европейская норка, распространена в Румынии, Молдове и на Украине к западу от Южного Буга;
- Mustela lutreola novikovi Novikov, 1939 — восточная европейская норка, или среднерусская европейская норка, распространена в средней полосе европейской части бывшего СССР к востоку от Эстонии и восточной Латвии;

## Образ жизни
Европейская норка тесно связана с водной средой. Типичные места обитания в лесной зоне — захламлённые участки небольших глухих проточных водоёмов (речек и ручьёв) с пологими берегами, поросшими ольхой и травами, на главных водных артериях лесной зоны практически не живёт (в частности, изредка появляется в крупных таёжных реках). В степную зону проникает, напротив, по долинам крупных рек и поселяется здесь в их дельтах, старицах и плавнях. Иногда, чаще в южных областях своего ареала, селится в заросших поймах крупных рек. Обитает также в заросших тростником и кустарниками озёрах, прудах, реже болотах. По речным долинам поднимается в предгорья, где встречается на высоте до 1120 м от уровня моря в быстротекущих реках с обрывистыми, поросшими лесом, берегами. На Кавказе проживает по берегам речек и озёр, расположенных среди леса.
Ведёт оседлый образ жизни. Норы устраивает в непосредственной близости от воды, роет их самостоятельно или использует естественные трещины и углубления (в обрывистых берегах рек), старые норы водяных крыс (там же, при этом норка расширяет их), кочки (в болотистых местностях), низко расположенные дупла, тростниковые завалы (устраивает гнёзда на кучах тростника на плавнях больших южных рек), устраивает жильё под корнями деревьев и среди бурелома. Нора используется европейской норкой как постоянным жилищем чаще других мелких хищников (отсюда, по мнению Фасмера, якобы и происходит её название), и оставляется животным лишь в период половодья или голодную зиму. Нора неглубокая, устроена просто: главная камера, уборная, один-два хода. Ходы в длину доходят до 1,5 м, а диаметр составляет 8-10 см. Один ведёт к водоёму, открывается над поверхностью воды или ниже её уровня. Другой ход является запасным отнорком, он выходит в густых береговых зарослях. Главная жилая камера, размером 48×55 см выстилается сухой травой, мхом, шерстью, листьями, перьями птиц. Временные жилища европейская норка устраивает под берёзами, надвисающими над водой, под скирдаами и в зарослях тростника.
Активна в тёмное время суток, ведя сумеречный или ночной образ жизни, но иногда охотится и днем. По другим данным, в светлое время суток норки активны лишь в пасмурную погоду, что связано с особенностью суточного цикла добычи европейской норки. С третьей же стороны, утверждается, что чёткого ритма суточной активности у европейской норки нет, хотя охотится она также преимущественно ночью. Большую часть времени проводит на суше, разыскивая пищу с берега. В летнее время за сутки пробегает менее километра, в основном на коротком отрезке ручья, служащего стержнем её охотничьих угодий. Зимой преодолевает большие расстояния — до двух километров, обходя полыньи, через которые уходит в воду в поисках пищи и в случае опасности, по снегу. В снежные морозные зимы предпочитает передвигаться по подснежным траншеям и редко показывается на поверхности. Избегает сплошного ледового покрова.
Европейская норка прекрасно плавает и ныряет. Она способна находиться под водой до двух минут. В воде движется толчками, так как гребёт одновременно всеми лапами. Течение плывущей норке не служит серьёзной помехой: в равнинных речках, не слишком быстрых, её потоком практически никогда не сносит. Заметив опасность, ныряет, выныривает через 10—20 метров, отдышавшись несколько секунд, опять скрывается под водой. Иногда прячется в водной растительности, выставив из воды мордочку. Ходит по дну, цепляясь лапами за неровности грунта. Лазает плохо, лишь серьёзная опасность заставляет залезать на куст или дерево. Обследуя свой охотничий участок, непрерывно движется. На земле норка передвигается суетливо, либо прыжками, либо мелкими шажками, следы похожие на таковые у хорьков.
Линька протекает весной и осенью, но сроки её очень растянуты (что особенно касается весенней линьки).

## Питание
Питается практически всеми мелкими животными, встречающимися в водоёмах или вблизи них. Основу рациона составляют мышевидные грызуны (главным образом водяная крыса), рыба (окунь, пескарь, линь, щурята, кумжа), земноводные (лягушки, их икра и головастики), раки, водные насекомые и моллюски. Как и у других куньих, и так небольшая численность популяции европейских норок подвержена колебаниям в зависимости от обилия кормовой базы и погодных условий. Около деревень иногда ловят домашнюю птицу, в период бескормицы подбирают пищевые отбросы. Предпочитает есть свежую добычу: в вольерах при отсутствии свежего корма голодает 3—4 дня, прежде чем перейти на подтухшее мясо. В небольшом количестве европейская норка ест ягоды — бруснику, рябину, ломкую крушину.
Перед началом холодов обязательно делает запасы в своих убежищах из лягушек, рыб, мелких грызунов, иногда птиц. В неглубоких омутах хранит обездвиженных укусами в голову и сложенных кучками лягушек. Охотно пополняет свои зимние кладовые. Общий вес запасов рыбы доходит до 400 г.

## Размножение
Европейская норка является полигамом. В природных популяций количество самцов несколько превышает количество самок. Период гона и спаривание протекает с февраля по апрель (гон проходит ещё во время снегостоя и приурочивается ко времени вскрытия водоёмов), беременность 40—43 дня. В этот период европейские норки особенно активны, натаптывают вдоль берегов особые тропы — «токовища». За самкой гоняется несколько самцов, которые громко верещат и дерутся. С окончанием гона самцы и самки живут порознь. Детёныши рождаются в апреле-мае, в выводке обычно четыре-пять (2—7) норчат. В первый месяц жизни норчата прозревают. Первые зубы — крайние верхние резцы прорезаются в начале второго месяце. Лактация протекает 10 недель. К середине июля молодые норки достигают половины размеров матери, в августе сравниваются с взрослыми. В это время детёныши перестают получать молоко и переходят целиком на мясной рацион. Покидают мать осенью.
Естественными врагами европейской норки являются выдра, хорёк[какой?], беркут, крупные совы, и, вероятно, другие хищники.

## Генетика
В кариотипе насчитывается 38 хромосом (в то время как у американской — 30, ввиду чего скрещивание между европейской и американской норками невозможно).

## Хозяйственное значение
Ценный пушной зверь, в настоящее время является официально ресурсным лицензионным охотничьим видом, фигурирующим в списке охотничьих животных РФ; кроме того, за добычу этого животного установлена плата по Налоговому кодексу РФ. В 1950-е годы европейскую норку добывали преимущественно с ружьём и собакой, капканами или отпадными деревянными самоловами. В настоящее время, для сохранения европейской норки необходим полный запрет на добычу этого животного, а также водоохранные мероприятия.

## Меры охраны
Вид европейская норка занесён в Красную книгу МСОП, а также Красные книги регионов России, где она обитает либо исторически обитала: Республики Башкортостан, Удмуртской Республики, Республики Коми, Кировской области, Пермского края, Ямало-Ненецкого автономного округа, Оренбургской, Псковской, Свердловской, Новгородской, Челябинской, Тюменской областей и Сахалинской областей.
Подвид Кавказская европейская норка (Mustela lutreola turovi) занесён в Красную книгу России. Подвид Среднерусская европейская норка (Mustela lutreola novikovi) занесён в Красный список МСОП.
Охраняется законом во всех странах. По крайней мере часть популяции проживает в пределах ООПТ, в России — в пределах Центрально-лесного биосферного заповедника в Тверской обл.
На 2011 год действовали следующие программы охраны:
- Программа EEP «Европейская норка» с 1992 года — консервация генома. В неволе содержится около 250 особей. Координаторы — Таллинский зоопарк и Фонд «Lutreola» (Эстония).
- Программа консервации генома в Испании с 2004 года.
- Пробное пополнение в Алава (Испания) с 2008 года.
- Специальная программа контроля американской норки вокруг и внутри ареала (Испания).
- Восстановление местообитаний в Наварре (Испания).
- Государственная программа Франции по консервации генома и реинтродукции с 2010 года на шесть лет.
- Программа консервации генома в Оснабрюке (Германия).
- Реинтродуктивные программы в Сааре и Нижней Саксонии (Германия).
- Регулярный мониторинг в дельте Дуная (Румыния) с 2001 года.
- Стабилизация популяции на острове Хиумаа (Эстония) с 2000 года[3].

Была интродуцирована на острова Курильской гряды: Кунашир (в 1981-85 г.г., 134 особи) и Итуруп (1986—1989 г.г., 254 особи), для создания резервной популяции, не подверженной скрещиванию с американской норкой. По данным МСОП (2014 г.) интродукция оказалась безуспешной, стабильной популяции на островах найти не удалось. Однако по другим данным, на 2017 год, европейская норка всё ещё сохраняется на этих островах, и более того, включена в новое издание Красной книги Сахалинской области. На Сахалине водится на территории Сахалинского заповедника. Также успешно норка разводится и в Ильменском заповеднике.

## В культуре
- Европейская норка присутствует на гербе посёлка городского типа Родники Раменского городского округа Подмосковья.